# Tamara Katsenelenbogen

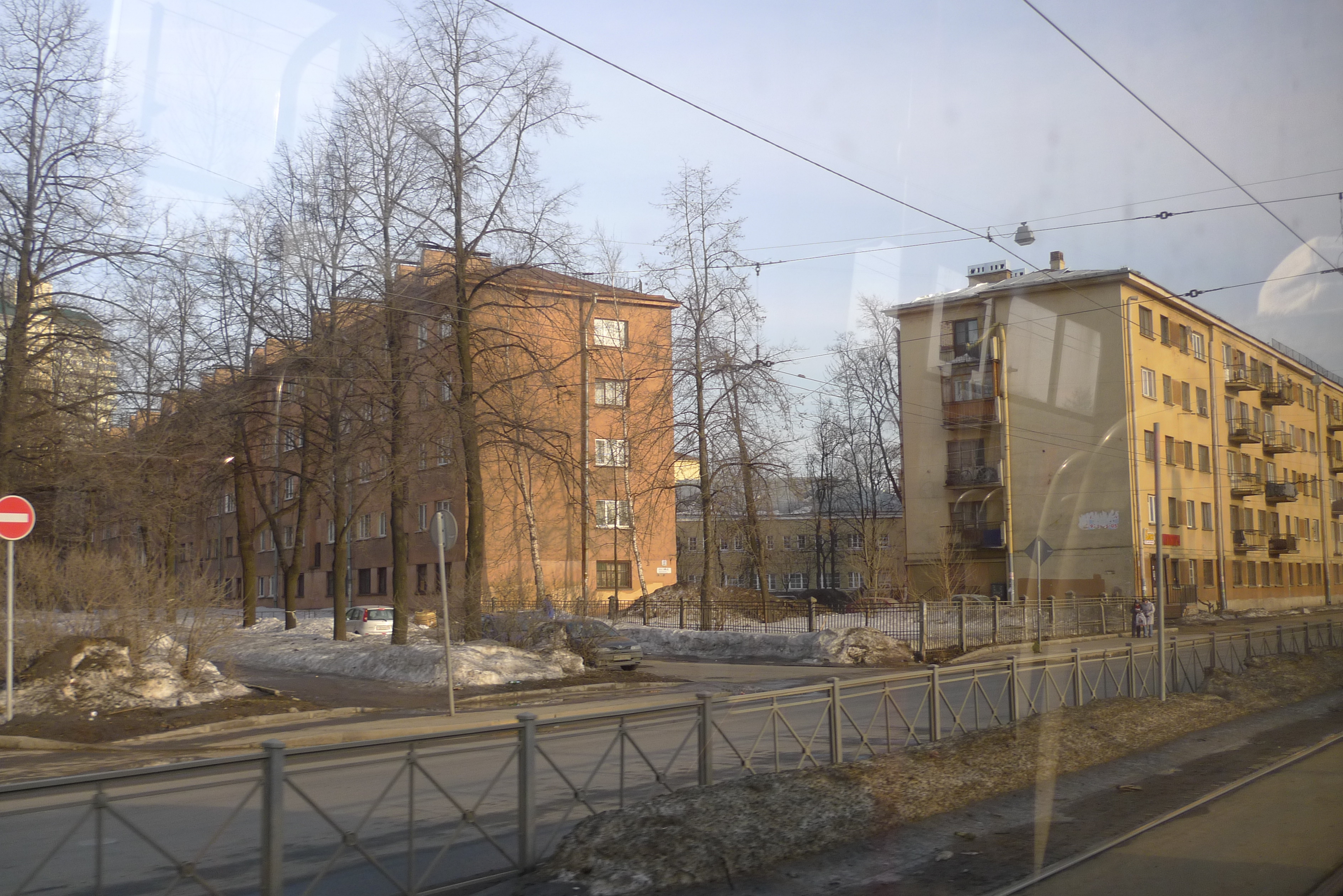
Complejo residencial Bateninsky, San Petersburgo, 1929-1933, G.A. Simonov, Т.D. Katzenelenbogen, V.A. Zhukovskaya, B.R. Rubanenko, A.R. Solomonov, P.S. Stepanov

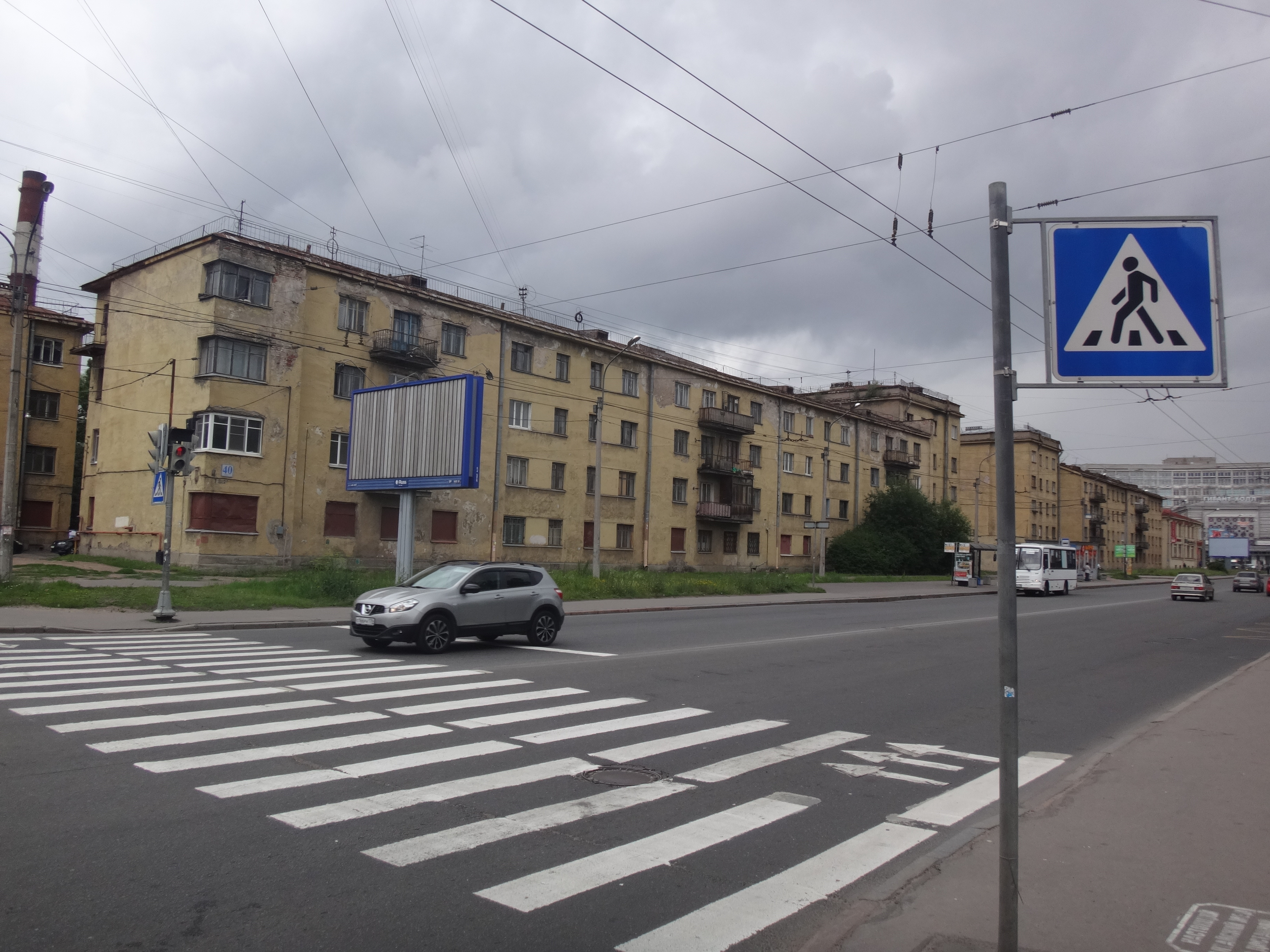
Complejo residencial Kondratievsky, San Petersburgo, 1929-1931, arquitectos L.M. Tverskoy, GA. Simonov, I.G. Kaptsyug, Т.D. Katzenelenbogen

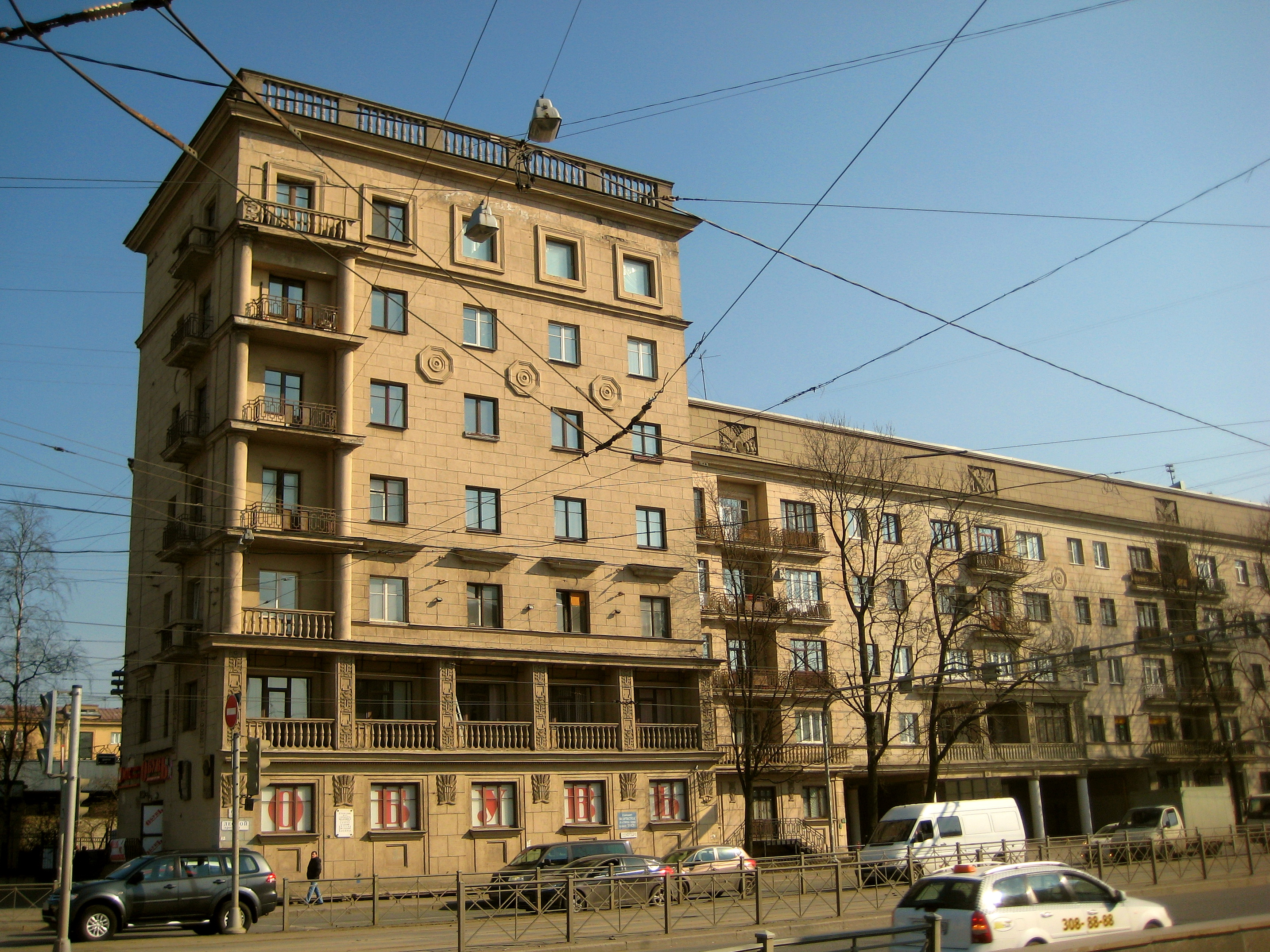
Complejo residencial Lesnoy, San Petersburgo, 1934-1937, arquitectos: G.A. Simonov, B.R. Rubanenko, LK Abramov, T.D. Katzenelenbogen, G.A. Schultz

Tamara Davydovna Katsenelenbogen (Dvinsk, Imperio Ruso, 1894 - San Petersburgo, Rusia, 1976) fue una pionera arquitecta y urbanista rusa, destacada por su extensa labor en los suburbios constructivistas de Leningrado.

## Primeros años
Nació en Dvinsk (en ruso Daugavpils, Imperio Ruso. Actualmente Letonia) en el seno de una familia judía. Desde muy temprana edad estuvo en contacto con la profesión que finalmente eligió, ya que era hermana del arquitecto e ingeniero civil Nikolai Davidovich Katsenelenbogen (1879-1943). Fue la fundadora de la Sociedad de Arquitectos de Leningrado (1922).

## Trayectoria
Katsenelenbogen fue una pionera en el ejercicio de la arquitectura y también en su propia formación. Estudió, desde 1911, en la primera institución superior para la educación técnica de las mujeres del Imperio Ruso: el Instituto Politécnico de Mujeres de San Petersburgo. Graduada en la segunda generación del departamento de arquitectura (1916), se convirtió en una de las primeras mujeres arquitectas de todo el territorio ruso.
Debido a los cambios implementados por el estado soviético en la enseñanza de las artes desde 1918, por un lado, y por otro, en respuesta a las transformaciones de los paradigmas sociales y tecnológicos, en 1919 Katsenelenbogen volvió a estudiar arquitectura y se graduó en 1923. En esta ocasión, en la renovada Academia Imperial de las Artes de San Petersburgo que, tal y como había pasado en Moscú y en otras ciudades, acababa de consolidarse como los Estudios Libres del Estado de Petrogrado (PGSKHM) y más tarde como los Talleres Superiores Técnicos-Artísticos del Estado en Petrogrado (Vjutemás). Su doble titulación, dotó a Katsenelenbogen de un perfil curricular respaldado por una formación ortodoxa y una tendencia vanguardista, ambas latentes en el ejercicio de su carrera. Su primer proyecto reconocido fuera de la academia fue una propuesta, en colaboración con David Buryshkin y Michael Semenovich Reizman, para el concurso del Palacio del Trabajo en Moscú (1922-1923).
Inició formalmente su carrera profesional a mediados de los años veinte en el equipo dirigido por el arquitecto Grigori A. Simonov, colaboró en la conceptualización y construcción experimental de algunos de los primeros Zhilmassive (proyectos de urbanización de construcción masiva) en el contexto de la reconstrucción de los suburbios en Leningrado, y en la creación de viviendas piloto de bajo costo para la clase obrera.
Las propuestas desarrolladas por Katsenelenbogen y sus colegas fueron seleccionadas por la recién constituida Oficina de Proyectos de Leningrado para la Construcción de Viviendas Públicas del STROIKOM (Comité para la Construcción Estatal), para ser ejecutadas y proveer de vivienda en régimen comunitario a 1.750 personas. De estos proyectos residenciales a escala urbana destacan, entre otros: el Zilmassiv Bateninsky (1927-1933), el Zhilmassiv Bolchevique (1926-1934) y “la Casa de los Profesionales” (1934-1937).
En el campo de la planificación urbana se le atribuye, a Katsenelenbogen, el plan maestro para el desarrollo de viviendas para los trabajadores de la Planta de Sustancias Aromáticas y Sintéticas (TEZHE) de Kaluga (1930) y el planeamiento y desarrollo del centro de la ciudad de Múrmansk (1930). Otros proyectos públicos de gran envergadura que desarrolló fueron: varias escuelas en colaboración con Noi Trotsky, entre ellas una para 800 asientos en la Plaza de las Artes de San Petersburgo, y uno de sus últimos proyectos ejecutados fue el conjunto para un sanatorio y casa de reposo en la Ciudad de Nueva Sochi (1955), concebido en el lenguaje neoclasicista del estilo estalinista.